# Alexis Favre
Alexis Favre est un journaliste, chroniqueur et présentateur de télévision suisse, né le 10 mars 1978.
Il présente l'émission de débats Infrarouge sur RTS Un depuis 2017, après avoir travaillé notamment pour Le Matin Dimanche, La Télé et Le Temps.

## Biographie

### Origine et famille
Alexis Favre naît le 10 mars 1978 dans une famille aisée. Son père, Michel Favre, dont la famille est originaire de Vers-l'Église dans le canton de Vaud, est l'un des fondateurs de l'ancienne compagnie aérienne SATA Genève ; sa mère est députée socialiste au Grand Conseil du canton de Genève. 
Ses parents divorcent quand il est enfant. Il a deux beaux-pères : Michel Barde, ancien directeur de la Fédération des entreprises romandes Genève, et le graphiste Roger Pfund.
Il est marié à la journaliste Jennifer Covo, avec qui il a un enfant.

### Études
Il suit ses études secondaires supérieures au Collège Sismondi à Genève, où il fait du théâtre,, puis s'inscrit à l'Institut universitaire de hautes études internationales dans l'idée de devenir journaliste, après avoir envisagé une carrière d'acteur.

### Parcours professionnel
Après avoir commencé sa carrière de journaliste RP au sein du magazine L'Hebdo, il intègre la rubrique économique du Matin Dimanche, où il travaille entre 2005 et 2009[réf. souhaitée].
Il rejoint ensuite la télévision privée suisse La Télé, de sa création en 2009 à septembre 2011. Il y occupe le poste de rédacteur en chef adjoint et y coprésente notamment le direct quotidien d’actualité. Il quitte La Télé pour le quotidien Le Temps, à la rubrique suisse. Il est nommé chef de la rédaction genevoise et reste à ce poste jusqu'en 2017.
Il est engagé par la Radio télévision suisse en mai 2017 comme producteur et coprésentateur aux côtés d'Esther Mamarbachi de l'émission de débats Infrarouge (RTS Un),,. Il en devient le seul présentateur un an plus tard. Dans une chronique parue en septembre 2018 dans le Matin Dimanche, le journaliste Christophe Passer estime qu'il est « ce qui est arrivé de plus irrésistible à la Télévision romande depuis, carrément, Darius Rochebin ».
Il est également chroniqueur au Temps.
Le 14 août 2024, Alexis Favre prend la décision de quitter la plateforme X (anciennement Twitter), estimant qu'elle est devenue nocive et dévoie la liberté d'expression en haine depuis sa reprise par Elon Musk.